# Ceropegia lucida
Ceropegia lucida är en oleanderväxtart som beskrevs av Nathaniel Wallich. Ceropegia lucida ingår i släktet Ceropegia och familjen oleanderväxter. Inga underarter finns listade i Catalogue of Life.